# Оказаки, Цунэко
Цунэко Оказаки (яп. 岡崎 恒子 Окадзаки Цунэко, род. 7 июня 1933 года в Нагое) — японская исследовательница в области молекулярной биологии. Больше всего известна по открытию фрагментов Оказаки вместе со своим мужем Рейдзи Оказаки.

## Биография
Цунеко родилась в 1933 году. Она поступила в Нагойский университет, который окончила в 1956 году. В 1960—1963 годах, учась в аспирантуре этого же университета, выиграла грант Программы Фулбрайта и работала в США: в 1960—1961 в Вашингтонском университете (под руководством Джека Стромингера), а дальше в Стэнфордском университете в лаборатории Артура Корнберга.
После возвращения в Японию защитила докторскую диссертацию и работала в Нагойском университете на должностях ассистента профессора (1965—1976), доцента (1976—1983) и профессора (1983—1997). В 1997—2008 годах была профессором Университета санитарии и гигиены имени Фудзиты.